# Ackendorf (Gardelegen)
Ackendorf ist ein Ortsteil der Ortschaft Berge der Hansestadt Gardelegen im Altmarkkreis Salzwedel in Sachsen-Anhalt, Deutschland.

## Geografie
Das altmärkische Sackgassendorf Ackendorf liegt einen Kilometer südlich von Berge und etwa drei Kilometer nordwestlich von Gardelegen. Im Süden des Dorfes liegt der etwa 60 Meter hohe Weinberg, im Norden der etwa 63 Meter hohe Prahlberg und im Osten der Wißberg, der nur etwa 49 Meter hoch ist.

## Geschichte

### Mittelalter bis Neuzeit
Im Jahre 1121 wird Ackendorf erstmals als Akendorp juxta Gardeleve erwähnt, als der Bischof von Halberstadt Reinhard von Blankenburg, den Ort an das Kloster Schöningen übereignet. Weitere Nennungen sind 1287 Ackindorp, 1687 Ackendorff und schließlich 1804 Ackendorf.
Bei der Bodenreform im Jahre 1945 wurden drei Besitzungen über 100 Hektar (zusammen 337 Hektar), 37 Besitzungen unter 100 Hektar (709 Hektar), zwei Gemeindebesitzungen (vier Hektar) erfasst. Davon wurden 338 Hektar enteignet und 24,15 Hektar aufgeteilt: 5,3 Hektar gingen an einen landarmen Bauern mit Besitz unter fünf Hektar und 18,8 Hektar an zwei Landarbeiter.

### Eingemeindungen
Am 20. Juli 1950 wurde die Gemeinde Ackendorf aus dem Landkreis Gardelegen in die Gemeinde Berge eingemeindet. Mit der Eingemeindung von Berge in die Hansestadt Gardelegen am 1. Juli 2009 kam der Ortsteil Ackendorf zu Gardelegen.

### Einwohnerentwicklung
| Jahr | Einwohner |
| ---- | --------- |
| 1734 | 110       |
| 1774 | 120       |
| 1789 | 123       |
| 1798 | 119       |
| 1801 | 117       |
| 1818 | 114       |

| Jahr | Einwohner |
| ---- | --------- |
| 1840 | 117       |
| 1864 | 171       |
| 1871 | 170       |
| 1885 | 154       |
| 1892 | [0]152    |
| 1895 | 152       |

| Jahr | Einwohner |
| ---- | --------- |
| 1900 | [0]162    |
| 1905 | 163       |
| 1910 | [0]175    |
| 1925 | 169       |
| 1939 | 171       |
| 1946 | 341       |

| Jahr | Einwohner |
| ---- | --------- |
| 2012 | 272       |
| 2021 | 271       |
| 2022 | 271       |

Quelle, wenn nicht angegeben, bis 1946:

## Religion
Die evangelischen Christen aus Ackendorf gehören zur Kirchengemeinde Berge im Pfarrbereich Estedt des Kirchenkreises Salzwedel im Propstsprengel Stendal-Magdeburg der Evangelischen Kirche in Mitteldeutschland.

## Kultur und Sehenswürdigkeiten
- In Ackendorf steht ein Denkmal für die Gefallenen des Ersten Weltkrieges.[10]

## Vereine
- Traditionsverein Freiwillige Feuerwehr Ackendorf e. V., Sitz Gardelegen